# Laura Bieger
Laura Bieger (* 18. April 1971 in Kiel) ist eine deutsche Professorin für Amerikanistik, ehemalige Profi-Triathletin und Ironman-Siegerin (2001).

## Werdegang
Laura Bieger lebte in den 1990er Jahren in Berlin-Mitte und sie war von 1996 bis 2002 als Profi-Triathletin aktiv.
2001 wurde sie auf Lanzarote Siegerin über die Ironman-Distanz (3,86 km Schwimmen, 180,2 km Radfahren und 42,195 km Laufen). 2003 erklärte sie ihre aktive Zeit für beendet.
Sie studierte von 1991 bis 2000 Amerikanistik, Geschichte und Philosophie an der Freien Universität Berlin und an der University of North Carolina at Chapel Hill. Im Jahre 2006 promovierte sie bei Winfried Fluck. Von 2007 bis 2014 war Bieger Juniorprofessorin für Amerikanische Kultur am John-F.-Kennedy-Institut für Nordamerikastudien an der FU Berlin. Lehr- und Forschungsaufenthalte führten Bieger u. a. an die University of North Carolina, das Dartmouth College sowie an die University of California, Berkeley.
2014 war sie ordentliche Professorin für Nordamerikastudien an der Albert-Ludwigs-Universität Freiburg. Danach leitete sie den Lehrstuhl für Amerikanistik an der niederländischen Reichsuniversität Groningen. Seit dem 1. April 2022 hat Bieger an der Ruhr-Universität Bochum den Lehrstuhl für American Studies inne.

## Sportliche Erfolge
| Datum/Jahr    | Platz | Wettbewerb                                    | Austragungsort    | Zeit     | Bemerkung |
| ------------- | ----- | --------------------------------------------- | ----------------- | -------- | --- |
| 25. Mai 2002  | 8     | Ironman Lanzarote                             | Puerto del Carmen | 11:16:13 | [ 3 ] [ 4 ] |
| 7. Okt. 2001  | 20    | Ironman Hawaii                                | Hawaii            | 10:34:04 | hinter der Schweizer Siegerin Natascha Badmann                                                                     |
| 2001          | 1     | Müritz Triathlon                              | Waren             |          | |
| 15. Juli 2001 | DNF   | Ironman Austria                               | Klagenfurt        | –        | |
| 21. Mai 2001  | 1     | Ironman Lanzarote                             | Puerto del Carmen | 10:41:29 | Laura Bieger erreichte ihren ersten Ironman-Sieg vor der Schwedin Lena Wahlquist und der Dänin Lisbeth Kristensen. |
| 9. Juli 2000  | 9     | Ironman Europe                                | Roth              | 09:55:12 | |
| 19. Aug. 2000 | 1     | BerlinMan                                     | Berlin            | 04:33:50 | Sieg vor Carola Müller (2,2 km Schwimmen, 90 km Radfahren und 20 km Laufen)                                        |
| 22. Mai 1999  | 5     | Ironman Lanzarote                             | Playa del Carmen  | 11:04:42 | |
| 1. Okt. 1998  | 16    | Ironman Hawaii                                | Hawaii            | 10:23:24 | |
| 16. Aug. 1998 | 21    | FISU World University Triathlon Championships | Kiel              | 02:14:01 | |
| 23. Mai 1998  | 4     | Ironman Lanzarote                             | Puerto del Carmen | 10:29:29 | |
| 1998          | 1     | BerlinMan                                     | Berlin            | 04:35:46 | Sieg vor Katrin Friedrich                                                                                          |
| 13. Juli 1997 | 6     | Ironman Europe                                | Roth              | 09:37:51 | 1. Platz Mannschaftswertung Damen SISU Berlin                                                                      |
| 19. Aug. 1996 | 3     | BerlinMan                                     | Berlin            | 04:39:32 | 2,2 km Schwimmen, 86 km Radfahren und 20 km Laufen                                                                 |

| Datum/Jahr    | Platz | Wettbewerb         | Austragungsort | Zeit     | Bemerkung                                     |
| ------------- | ----- | ------------------ | -------------- | -------- | --------------------------------------------- |
| 26. Apr. 1997 | 1     | Spreewald-Duathlon | Spreewald      | 03:28:49 | 19 km Laufen, 58 km Radfahren und 5 km Laufen |

(DNF – Did Not Finish)

## Publikationen (Auswahl)
- Laura Bieger: Ästhetik der Immersion: Raum-Erleben zwischen Welt und Bild. Las Vegas, Washington und die White City. Transcript, Bielefeld 2007, ISBN 9783899427363.
- (Hrsg. mit Ramón Saldívar und Johannes Voelz): The Imaginary and Its Worlds : American Studies after the Transnational Turn. Dartmouth College Press, Hanover NH 2009, ISBN 9781611684070.
- (Hrsg. mit Winfried Fluck und Johannes Voelz): Romance with America? Essays on Culture, Literature, and American Studies. Winter, Heidelberg 2009, ISBN 9783593399904.
- (mit Annika Reich und Susanne Rohr): Mode: Ein kulturwissenschaftlicher Grundriss. Fink, München 2012, ISBN 9783770553228.
- (Hrsg. mit Christoph Lammert): Revisiting the Sixties: Interdisciplinary Perspectives on America's Longest Decade. Campus Verlag, Frankfurt am Main 2013, ISBN 9783593399904.
- (Hrsg. mit Annette Geiger): Der schöne Körper: Mode und Kosmetik in Kunst und Gesellschaft. Böhlau, Köln 2008, ISBN 9783412202422.